# Ван-Гог (гурт)
ВАН-ГОГ — український синті-поп гурт.

## Історія
Гурт «ВАН-ГОГ» було засновано в березні 1995 року в Самборі. Назва гурту англійською мовою писалась як «Va'n'Gog» і розшифровувалась як «Vasia and Goga» (Василь і Гога), тобто Василь Павлик (клавішні інструменти, бек-вокал, адміністрація) та Ігор Добрянський (музика, тексти, вокал, аранжування, програмування). Саме в такому складі гурт почав робити перші кроки в українському шоу-бізнесі. Перші пісні гурт записував у львівській студії «Галмлин» та студії «RDS». . 
На початку 1996 року гурт перебрався до Києва, де на студії «Nova» записав нові пісні для майбутнього альбому. Цікавим є те, що перший альбом спочатку писався на midi клавіатурі, потім це все переносилося на легендарний цифровий синтезатор Roland D50, після цього весь матеріал (треки 1-7, 9-10) переносився на комп'ютер на студію Ірини Білик "Nova" в м. Київ, а 8 трек писався на студії "Галмлин" у м. Львові
В 1996 році Василь Павлик покинув групу і англомовна назва гурту стала «One Gog», тобто «один Гога». Та незабаром до гурту приєднуються нові учасники: Мирон Дзяпко (ударні інструменти, бек-вокал), Олександр Вербицький (іміджмейкер, бек-вокал), Віктор Макуц (клавішні інструменти, бек-вокал). Навесні 1996 року дрогобицька фірма «Фенікс» розтиражувала дебютний альбом гурту «S.O.S.».  Але невдовзі Ігор Добрянський знову залишився в групі сам.
Невдовзі до гурту приєднуються нові учасники й гурт починає набирати популярність. На пісні «Не відлітай» і «Зроби так» знімаються кліпи, які починають ротуватися на «Території А». Гурт стає лауреатом кількох фестивалів, а саме: всеукраїнського фестивалю «Пісенний вернісаж» (диплом лауреата за найкращу пісню; диплом лауреата за виконавську майстерність), всеукраїнського телефестивалю «Мелодія», всеукраїнського фестивалю «Пісенний вернісаж» (диплом лауреата за виконавську майстерність). 
На початку 1997 року альбом «S.O.S.» був перевиданий в реміксованих версіях, а в травні того ж року гурт видав новий альбом «Екстра-клас», який вже був створений на легендарному цифровому синтезаторі ENSONIQ TS-12,  за яким гурту довелося їхати аж у Варшаву. Записаний альбом був на львівській студії "RDS".
У 1997 р. гурт взяв участь у фестивалі «Таврійські ігри».
До нового складу «Ван-Ґоґа» протягом 1997 року увійшли Павло Сноч (клавішні, бек-вокал), а також Богдан Микич (адміністрація) і Михайло Довгун (computer training and support).
Навесні 1998-го гурт облаштувався в «Мистецькій майстерні Тараса Петриненка» і розпочав запис чергового альбому під назвою «Контрасти», а також відзначився на всеукраїнському телеконкурсі «Хіт року». 
Восени 1998 року музиканти створили власну студію звукозапису «VAN-GOG studio» і записано альбом «Різдвяні гармонії». 
В 1999-му був знятий кліп на одну з найвідоміших пісень гурту «Хто є хто».
У 2000 році «Ван-Гог» став лауреатом всеукраїнського радіофестивалю «Пісня року» і створив студійний проєкт «Vincent», що виконує інструментальну музику в стилі «ф'южн». У 2001 році альбом проєкту «Impression» був виданий лейблом «JRC».
У 2001 році гурт став лауреатом всеукраїнського хіт-параду «5 на 5».
До 2004 року гурт покинули Павло Сноч і Олег Петрович, на місце яких прийшли Роман Кондратишин (клавішні, бек-вокал) та Іван Кузмінський (клавішні інструменти, бек-вокал). Гурт видає альбом «ВИБРАНЕ», до якого увійшли найвідоміші пісні гурту, а також їх реміксовані версії.
У 2009 р. виходить пісня, яка була записана в дуеті з Лесею Горовою «Про тебе».
У 2018 до гурту приєдналася бек-вокалістка Аліса Сова!
19 травня 2018 р. в рамках проєкту «Діти 90-х #3» гурт вперше виступив після довгої перерви у м. Львові в клубі «FESTrepublic» у новому складі з Андрій Шпак та Аліса Сова.
Гурт продовжив концертну діяльність:
6 листопада 2018 р. був презентований альбом «Renovation», до якого увійшли як нові, так і старі хіти в сучасному аранжуванні.
У 2019 році гурт випустив обмеженим тиражем ремастерингові версії альбомів «S.O.S.»(1996), «S.O.S. RMK»(1997), «Екстра-клас»(1997), «Контрасти»(1998), «Різдвяні гармонії»(1998), «Vincent/Impression» (2001), «Вибране» (2004), декотрі з них вийшли вперше на CD.
07.03.2020 — гурт взяв участь у фестивалі «Дискотека 80-х». Місце проведення: Палац Спорту в Києві. В концерті також брав участь гурт Aqua Vita та легенди попмузики, а саме: Afric Simone, Boney M, Didier Marouani, C.C. Catch.
20.04.2020 — вийшов вебреліз синглу «Провінціали»

## Учасники гурту
- Ігор Добрянський
- Василь Павлик
- Мирон Дзяпко
- Олександр Вербицький
- Віктор Макуц
- Павло Сноч
- Богдан Микич
- Михайло Довгун
- Олег Петровіч
- Олена Старченко
- Оксана Гуменна
- Роман Кондратишин
- Іван Кузмінський
- Андрій Шпак
- Віктор Мельник
- Аліса Сова

## Дискографія
- 1996 — S.O.S (касета)
- 1997 — S.O.S. RMK
- 1997 — Екстра-Клас (CD, касета)
- 1998 — Контрасти (касета)
- 1998 — Різдвяні Гармонії (касета)
- 2001 — Impression (Vincent) (CD)
- 2004 — Вибране (CD)
- 2018 — RMK & RMX (web)
- 2019 — Renovation (web)
- 2024 — VINCENT (Perfect) (web)

## Сингли
- 2020.04.20 — Провінціали
- 2022.07.26 — Номери
- 2022.10.25 — Контрасти (RMX)
- 2023.02.20 — Ілюзії (Yarik Djan Remix)
- 2023.02.22 — Контрасти (Yarik Djan Remix)
- 2023.03.31 — Серця мінор (Yarik Djan Remix)
- 2023.05.08 — Лав Ю
- 2023.05.09 — Черепаха-Аха (Maver Remix)
- 2025.07.08 — Я сам (Paulfostor Remix Extended)
- 2025.07.08 — Я сам (Paulfostor Remix)

## Кліпи
- Не відлітай (1996)
- Зроби так (1997)
- Хто є хто (1999)
- Но я люблю

## Нагороди

### 1996
- Лауреати всеукраїнського фестивалю «Пісенний вернісаж»:

- диплом лауреата за найкращу пісню.
- диплом лауреата за виконавську майстерність.

- Лауреати всеукраїнського телефестивалю «Мелодія».
- Лауреати фестивалю «Парад хіт-парадів».

### 1997
- Лауреати всеукраїнського фестивалю «Пісенний вернісаж»:

- диплом лауреата за виконавську майстерність.

- учасник фестивалю «Таврійські ігри»

### 1998
- Лауреати всеукраїнського телеконкурсу «Хіт року».

### 2000
- Лауреати всеукраїнського радіофестивалю «Пісня року».

### 2001
- Лауреати всеукраїнського хіт-параду «5 на 5».

### 2004
- Лауреати I міжнародного фестивалю «Серце України».

### 2016
- Указом Президента України № 495/2016 І. Добрянський отримав звання «ЗАСЛУЖЕНИЙ ДІЯЧ МИСТЕЦТВ УКРАЇНИ»